# Shika no fun
Les shika no fun (鹿のフン) sont des bonbons au chocolat, en forme d'excréments d'animaux, spécialité de la ville de Nara au Japon,.

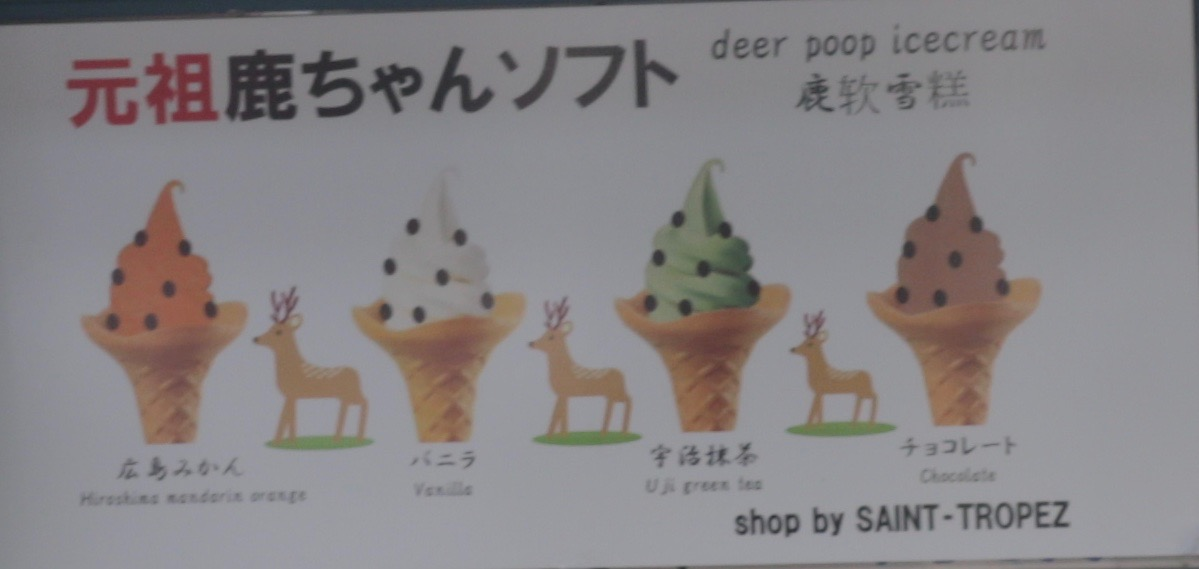
Variante des bonbons "shika no fun" de Nara. Ici, des glaces vendues sur l'île de Miyajima.

Ces bonbons sont mentionnés dans la chanson Nara no Kasugano (ja) de Sayuri Yoshinaga (1987).

## Humour japonais
Les bonbons ressemblent à des crottes de cerf Sika, très nombreux à Nara. Il existe une autre espèce, des bonbons aux cacahuètes. Ces bonbons sont un exemple de l’humour scatologique japonais. Au Japon, on parle et rit des excréments avec moins de tabous qu’en Occident.